# نیروگاه هسته‌ای نکاروشتایم
نیروگاه هسته‌ای نکاروشتایم (به آلمانی: Kernkraftwerk Neckarwestheim) یک نیروگاه هسته‌ای در آلمان است که در نکاروشتایم واقع شده‌است.